# Kokoszkino
Kokoszkino – osiedle typu miejskiego w Rosji, w Moskwie. W 2009 liczyło 9 819 mieszkańców.
Znajduje tu się przystanek kolejowy Kokoszkino, położony na linii Moskwa – Briańsk – Kijów oraz na trasie moskiewskiej kolei aglomeracyjnej.